# Меєрсдейл (Пенсільванія)
Меєрсдейл (англ. Meyersdale) — місто (англ. borough) в США, в окрузі Сомерсет штату Пенсільванія. Населення — 2070 осіб (2020).

## Географія
Меєрсдейл розташований за координатами 39°48′48″ пн. ш. 79°1′40″ зх. д. / 39.81333° пн. ш. 79.02778° зх. д. (39.813337, -79.027689).  За даними Бюро перепису населення США в 2010 році місто мало площу 2,12 км², уся площа — суходіл.

## Демографія
Згідно з переписом 2010 року, у селищі мешкали 2184 особи в 948 домогосподарствах у складі 612 родин. Густота населення становила 1032 особи/км².  Було 1086 помешкань (513/км²).
Расовий склад населення:
| - 98,8 % — білих - 0,2 % — азіатів - 0,1 % — вихідців з тихоокеанських островів - 0,1 % — корінних американців - 0,1 % — чорних або афроамериканців |

До двох чи більше рас належало 0,6 %. Частка іспаномовних становила 0,3 % від усіх жителів.
За віковим діапазоном населення розподілялося таким чином: 21,6 % — особи молодші 18 років, 59,1 % — особи у віці 18—64 років, 19,3 % — особи у віці 65 років та старші. Медіана віку мешканця становила 42,8 року. На 100 осіб жіночої статі у селищі припадало 89,9 чоловіків;  на 100 жінок у віці від 18 років та старших — 84,0 чоловіків також старших 18 років.
Середній дохід на одне домашнє господарство  становив 47 969 доларів США (медіана — 39 279), а середній дохід на одну сім'ю — 57 068 доларів (медіана — 49 493). Медіана доходів становила 35 583 долари для чоловіків та 25 556 доларів для жінок. За межею бідності перебувало 15,8 % осіб, у тому числі 31,7 % дітей у віці до 18 років та 9,3 % осіб у віці 65 років та старших.
Цивільне працевлаштоване населення становило 876 осіб. Основні галузі зайнятості: освіта, охорона здоров'я та соціальна допомога — 24,3 %, виробництво — 16,1 %, транспорт — 11,1 %, роздрібна торгівля — 10,2 %.